# 华都牙也站
华都牙也站是位于马来西亚霹雳州近打县华都牙也的铁路车站，坐落于华都牙也镇东南部。该站由时任交通部长丹斯里陈广才于2008年主持启用典礼。新站取代原位于华都牙也镇布先路（Jalan Pusing）的旧车站，后者自2005年7月19日起逐步停运并计划改建为铁路博物馆。

## 主要线路
- 巴东勿刹或北海往返吉隆坡中央车站或昔加末
- 怡保往返吉隆坡中央车站

而本站提供了以下四种服务：
- 白金
  - 巴东勿刹往返吉隆坡中央车站（每日4对）
  - 北海往返吉隆坡中央车站（每日5对）
- 快车 - 怡保往返吉隆坡中央车站（每日1对）
- 金色
  - 怡保往返吉隆坡中央车站（每日4对）
  - 巴东勿刹往返昔加末（每日1对）
  - 北海往返昔加末（每日1对）
- 银色 - 怡保往返吉隆坡中央车站（每日1对）

## 地理位置
本站坐落霹雳州近打县甘榜比桑，毗邻华都牙也镇区，周边主要为马来亚铁道公司所属的车辆段与铁道学院。服务范围涵盖华都牙也本地社区及督亚冷等周边区域，甚至辐射至怡保市辖的拿乞（Lahat）与布先（Pusing），以及孟加兰（Pengkalan）与上环18（Station 18）等商业及住宅区。往返斯里依斯干达（Seri Iskandar）的乘客亦选择在此上下车，尤其是邻近的国油大学（UTP）与玛拉工艺大学（UiTM）校区师生。

## 华都牙也车辆段

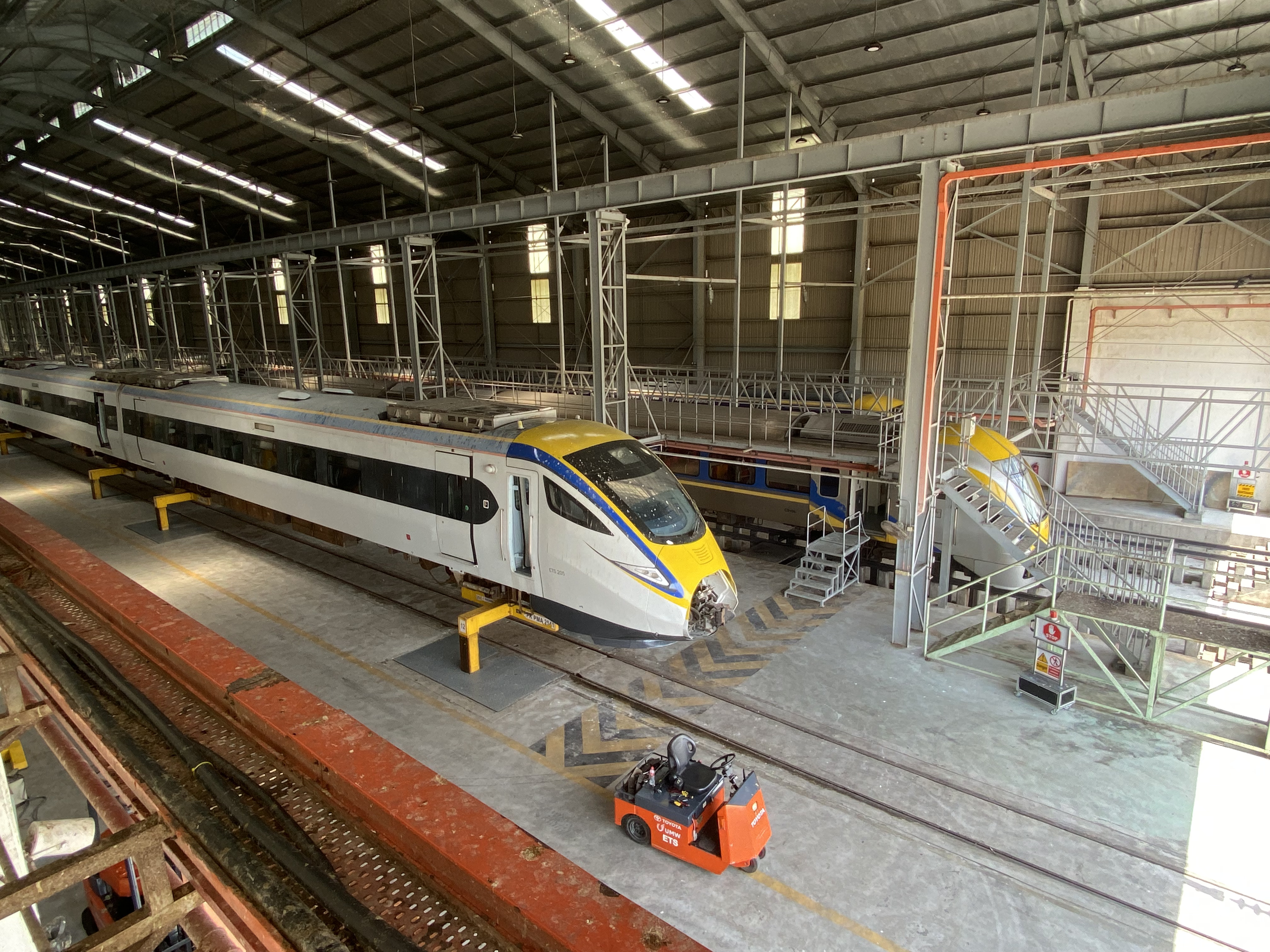
华都牙也车辆段内停放的93/1型与91型列车组

2009年8月，随着杨忠礼集团将冼都车辆段再开发为冼都东和西区（Sentul East & West），马来亚铁道公司正式将城际列车维护业务迁移至本站。此前，冼都车辆段因长期未进行城际列车动力系统维护而逐步停用，华林市（Falim）车辆段虽曾作为机车博物馆仓库，但自2000年代初已无城际列车停靠检测记录。现车辆段主要承担城际列车动力系统维护、机车与车辆编组损伤检测等核心职能。所有新引进的列车组需在此完成试运行测试后方可投入运营，使其成为马来亚铁道公司最重要的技术枢纽之一。该迁移计划既保留铁路遗产活化利用的可能，亦通过集中化运维提升整体效率。

## 旧华都牙也火车站

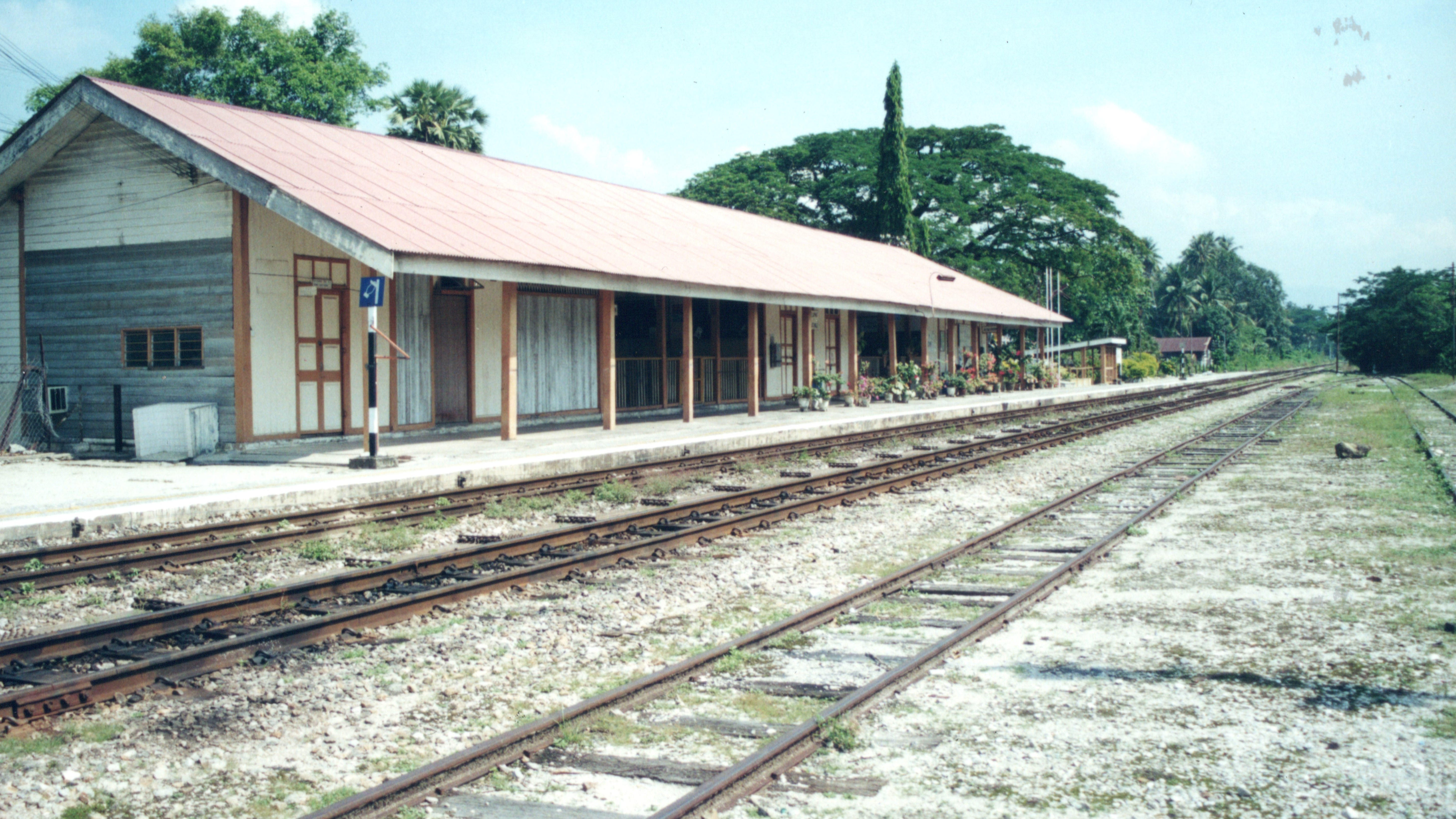
2002年旧车站北往拉乞方向
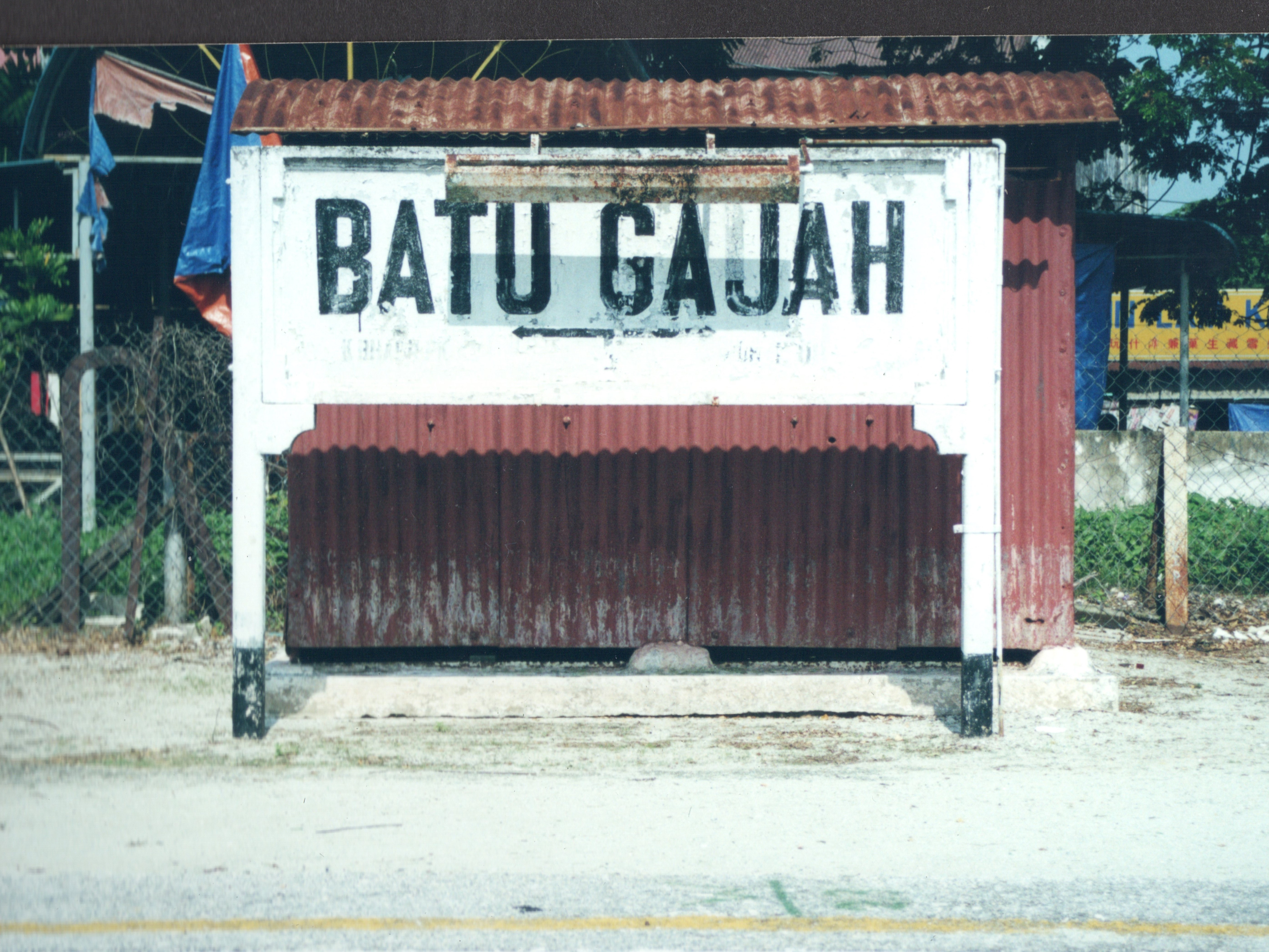
2002年旧站站名牌
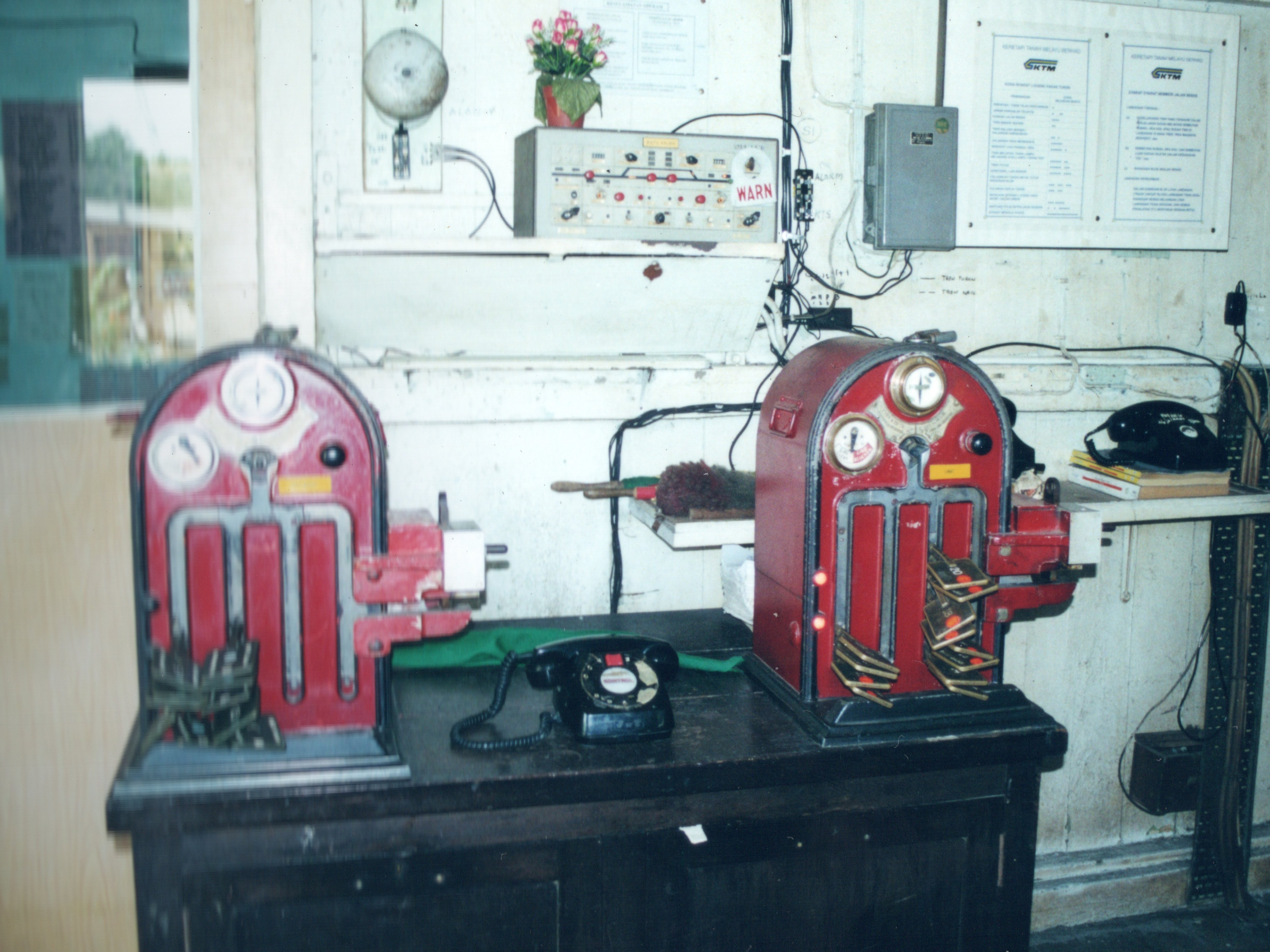
2002年旧站钥匙令牌机
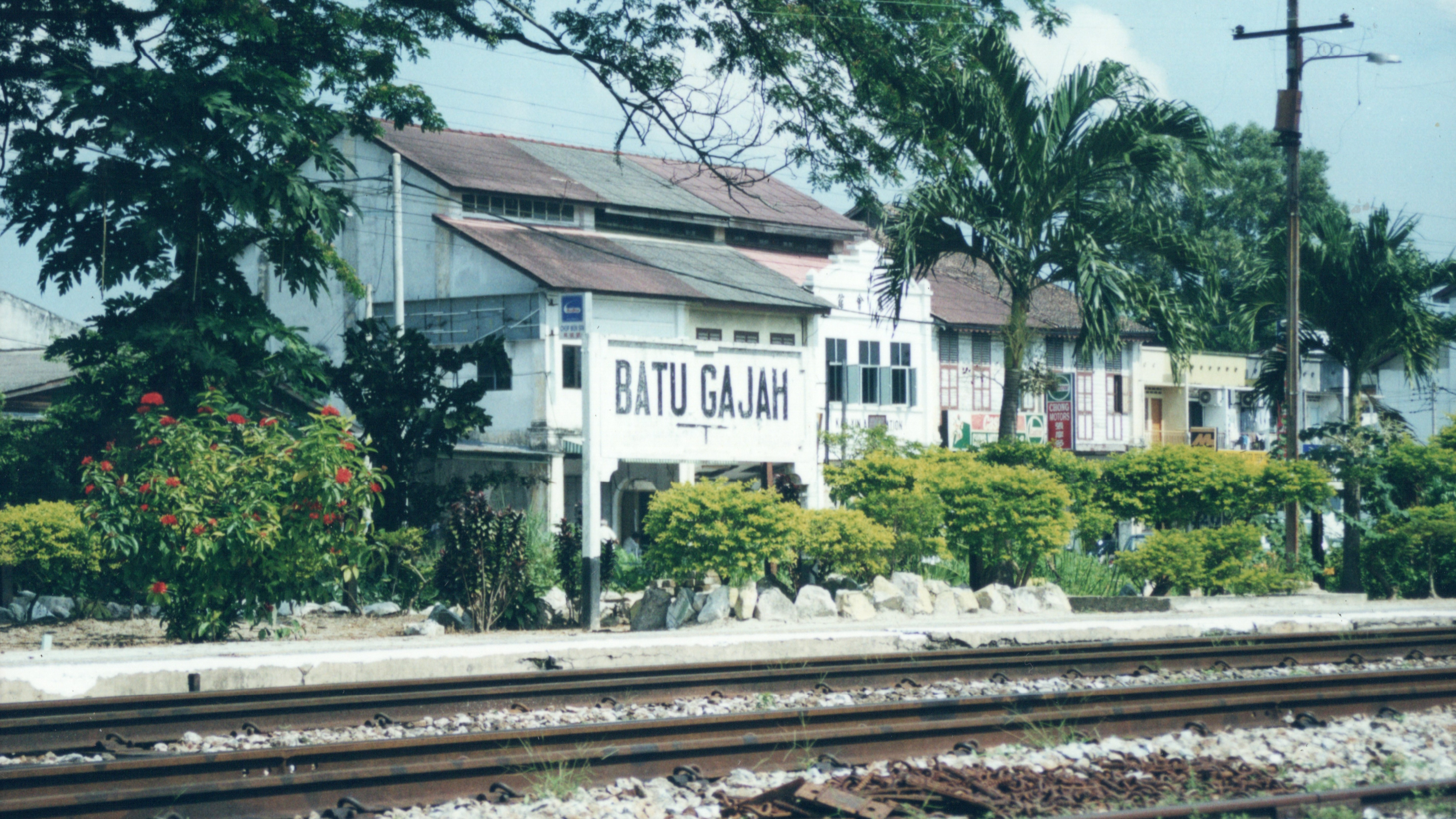
2002年旧站指示牌
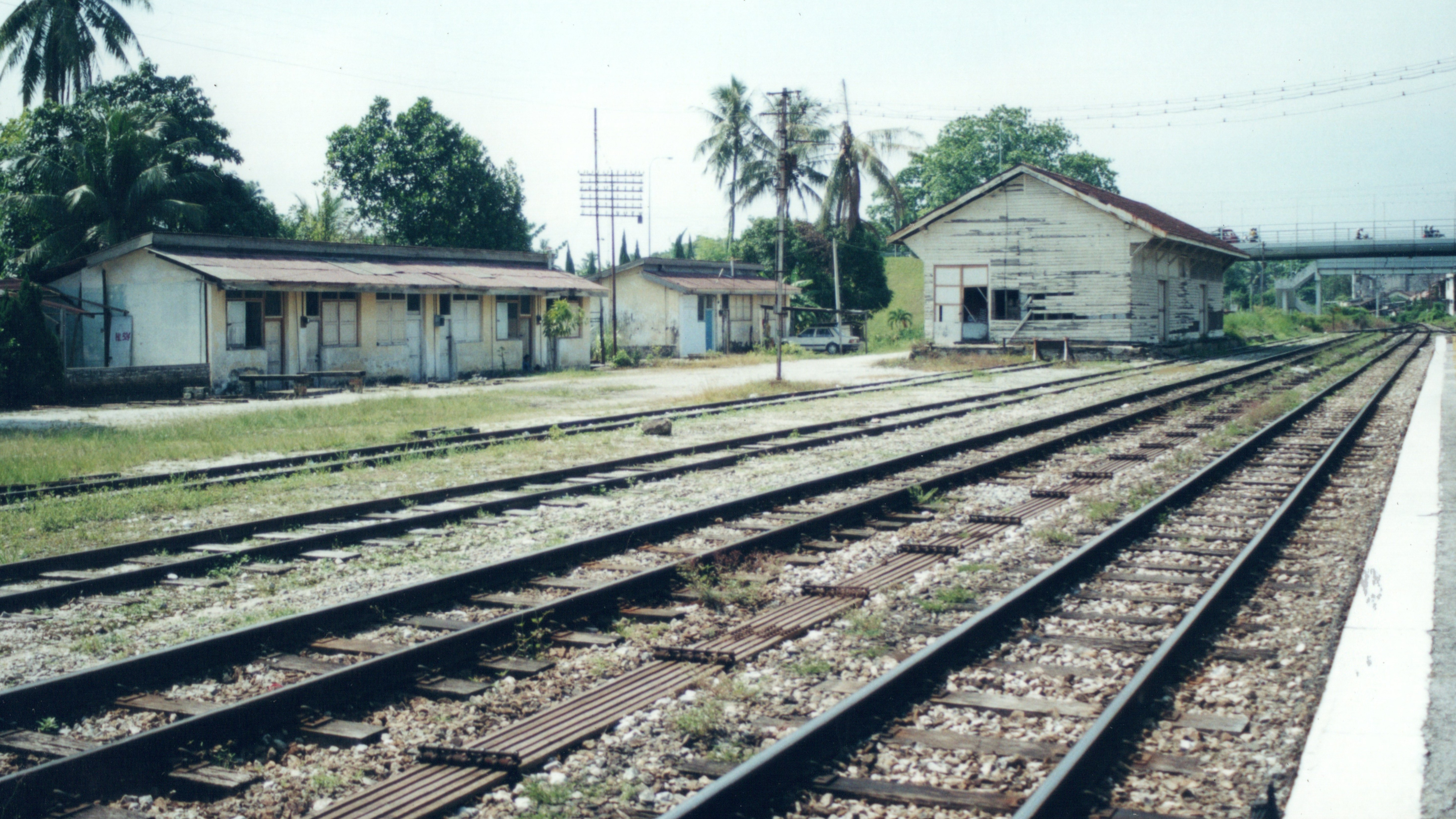
2002年旧站调车场
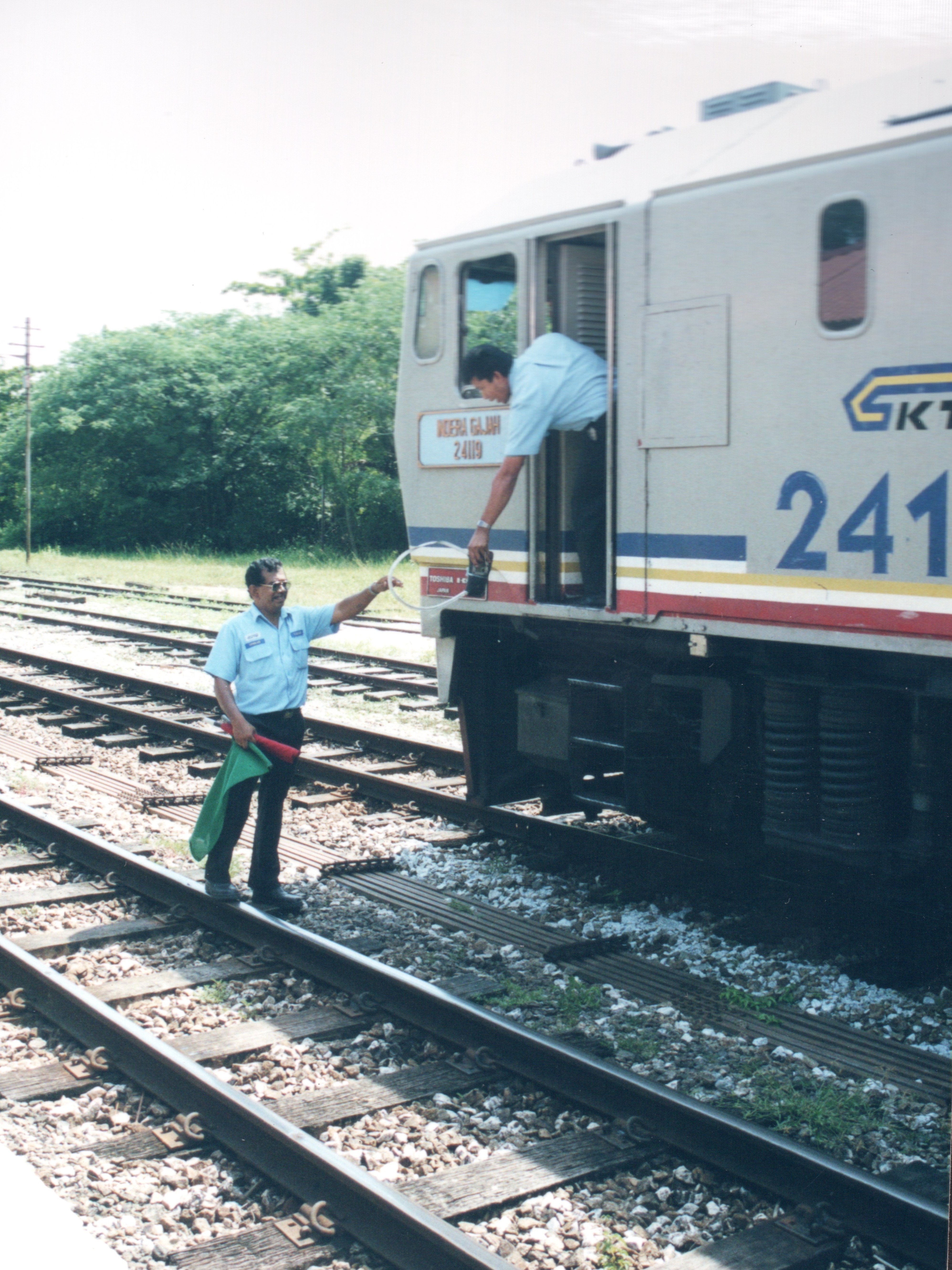
2002年旧站值班员向待避列车传递令牌